# Астаповское сельское поселение (Московская область)
Сельское поселение Астаповское  — упразднённое в 2017 году муниципальное образование упразднённого Луховицкого муниципального района Московской области.
Административный центр — посёлок совхоза «Астапово».

## География
Расположено в западной части Луховицкого района. На востоке граничит с городским поселением Луховицы и сельским поселением Фруктовским, на юго-востоке — с сельским поселением Газопроводским, на юге — с сельскими поселениями Гололобовским и Машоновским Зарайского района, на западе — с сельским поселением Клишинским Озёрского района, на северо-западе и севере — с сельским поселением Акатьевским Коломенского района. Площадь территории муниципального образования составляет 18 745 га.

## Население
| 2006  | 2007  | 2008  | 2009  | 2010  | 2011  |
| ----- | ----- | ----- | ----- | ----- | ----- |
| 3388  | ↗3458 | ↗3470 | ↗3481 | ↘3354 | ↗3386 |
| 2012  | 2013  | 2014  | 2015  | 2016  | 2017  |
| →3386 | ↗3424 | ↗3467 | ↗3486 | ↗3512 | ↘3506 |

## Населённые пункты
В состав сельского поселения входит 21 населённый пункт:
| Название                   | Тип     | Население (2006) | Почтовый индекс | ОКАТО          |
| -------------------------- | ------- | ---------------- | --------------- | -------------- |
| Асошники                   | деревня | 93               | 140516          | 46 230 840 002 |
| Астапово                   | деревня | 158              | 140512          | 46 230 807 002 |
| Берхино                    | деревня | 9                | 140516          | 46 230 819 002 |
| Булгаково                  | деревня | 7                | 140516          | 46 230 819 003 |
| Власьево                   | деревня | 27               | 140516          | 46 230 819 004 |
| Городна                    | село    | 506              | 140516          | 46 230 819 001 |
| Зекзюлино                  | деревня | 4                | 140512          | 46 230 807 004 |
| Золотухино                 | деревня | 0                | 140512          | 46 230 807 003 |
| Игнатьево                  | деревня | 2                | 140516          | 46 230 840 003 |
| Ильясово                   | деревня | 9                | 140516          | 46 230 819 005 |
| Клементьево                | деревня | 2                | 140512          | 46 230 807 005 |
| Круглово                   | деревня | 109              | 140516          | 46 230 819 006 |
| Матыра                     | село    | 909              | 140516          | 46 230 840 001 |
| Новокунаково               | деревня | 46               | 140516          | 46 230 840 004 |
| Новоходыкино               | деревня | 2                | 140516          | 46 230 840 005 |
| Плешки                     | деревня | 46               | 140512          | 46 230 807 007 |
| Посёлок совхоза «Астапово» | посёлок | 1349             | 140512          | 46 230 807 001 |
| Сарыбьево                  | деревня | 31               | 140512          | 46 230 807 009 |
| Старовнуково               | деревня | 2                | 140512          | 46 230 807 008 |
| Староходыкино              | деревня | 14               | 140516          | 46 230 840 006 |
| Троицкие Борки             | село    | 63               | 140512          | 46 230 807 010 |

## Власть
Глава муниципального образования «сельское поселение Астаповское» Луховицкого муниципального района Московской области — Маршев Сергей Владимирович.
Число депутатов в представительном органе сельского поселения Астаповское определено в соответствии с законом Московской области от 30 марта 2005 г. № 96/2005-ОЗ «Об обеспечении реализации отдельных положений Федерального закона „Об общих принципах организации местного самоуправления в Российской Федерации“» и составляет 10 человек.
Председателем Совета депутатов сельского поселения является Лоскутов Александр Васильевич (решение Совета депутатов сельского поселения Астаповское № 1 от 20.10.2009 г.).
«Устав сельского поселения Астаповское Луховицкого муниципального района Московской области» принят решением Совета депутатов сельского поселения Астаповское Луховицкого муниципального района № 32/8 от 2 июня 2006 года.

## История
Сельское поселение Астаповское образовано в 2004 году. В его состав вошли из Астаповского сельского округа: посёлок совхоза «Астапово», село Троицкие Борки, деревни Астапово, Зекзюлино, Золотухино, Клементьево, Плешки, Сарыбьево и Старовнуково; из Городнянского сельского округа село Городна, деревни Берхино, Булгаково, Власьево, Ильясово и Круглово; из Матырского сельского округа село Матыра, деревни Асошники, Игнатьево, Новокунаково, Новоходыкино и Староходыкино.

## Символика

### Флаг
Утверждён решением Совета депутатов муниципального образования «сельского поселения Астаповское» Луховицкого района Московской области от 11 апреля 2006 года № 19/6, внесён в Государственный геральдический регистр Российской Федерации под № 2389.
Описание:
Флаг сельского поселения Астаповское представляет собой прямоугольное полотнище с соотношением ширины к длине 2:3, разделённое направленным вверх красным треугольником, с двух верхних сторон окаймлённым жёлтой полосой, на равные голубую и зелёную части. По горизонтали полотнище пересекает белая волнистая полоса шириной 3/20 от ширины полотнища, несущая три восьмиконечных звезды — голубую, красную и зелёную. Расстояние от самой нижней точки полосы до нижнего края флага 2/9 от ширины полотнища. Ширина основания треугольника с каймой составляет длины полотнища, ширина каймы 2/27 от длины полотнища.

### Герб
Утверждён решением Совета депутатов муниципального образования «сельского поселения Астаповское» Луховицкого района Московской области от 11 апреля 2006 года № 18/6, внесён в Государственный геральдический регистр Российской Федерации под № 2388.
Описание:
В рассечённом лазурью и зеленью поле  золотое узкое вписанное стропило, заполненное внутри червленью, поверх всего - серебряный пониженный узкий волнистый пояс, обременённый тремя сквозными восьмиконечными звёздами.